# József Hatz
József Hátszeghy (ur. 13 stycznia 1904 w Novim Bečeju, zm. 18 stycznia 1988 w Budapeszcie) – węgierski szermierz.

## Życiorys
Reprezentował Węgry podczas Letnich Igrzysk Olimpijskich w 1936 oraz Letnich Igrzysk Olimpijskich w 1948. Na mistrzostwach świata zdobył tylko jeden brązowy medal, w Budapeszcie (1933).
Brat szermierza Ottona Hátszeghy.